# Sapiens - Un solo pianeta (prima edizione)
Le puntate della prima edizione di Sapiens - Un solo pianeta sono state trasmesse su Rai 3 il sabato sera dal 16 marzo al 4 maggio 2019, riportando un programma di scienza, archeologia in prima serata.
Questa edizione è formata da otto puntate tutte in prima visione.
| Puntata | Data           | Titolo                       | Telespettatori | Share | Note                                                                                     |
| ------- | -------------- | ---------------------------- | -------------- | ----- | ---------------------------------------------------------------------------------------- |
| 1       | 16 marzo 2019  | Fiumi, vene della terra      | 1.477.000      | 7,69% |                                                                                          |
| 2       | 23 marzo 2019  | Sapiens. Da animali a uomini | 1.505.000      | 7,95% | Ospiti speciali: Telmo Pievani, Stefano Mancuso, Elisabetta Visalberghi, Guido Barbujani |
| 3       | 30 marzo 2019  | La terra vista dalla luna    | 1.151.000      | 5,78% | Ospiti speciali: Lorenzo Baglioni                                                        |
| 4       | 6 aprile 2019  | Il prossimo terremoto        | 1.333.000      | 6,74% | Ospiti speciali:                                                                         |
| 5       | 13 aprile 2019 | Le città dei Sapiens         | 1.153.000      | 5,66% | Ospiti speciali:                                                                         |
| 6       | 19 aprile 2019 | Il Mediterraneo              | 1.024.000      | 5,41% | Ospiti speciali :                                                                        |
| 7       | 26 aprile 2019 | Leonardo il metodo del genio | 1.320.000      | 6,69% | Ospiti speciali: Lucio Russo                                                             |
| 8       | 4 maggio 2019  | Strade maestre               | 1.436.000      | 6,96% |                                                                                          |